# Gliese 849
Gliese 849 és una estrella nana vermella de la constel·lació d'Aquarius, situada a aproximadament 28,618 anys llum de distància a la Terra

## Sistema planetari
Una peculiaritat d'aquest estel, és que té un sistema planetari, fins ara, amb un sol planeta, descobert l'Agost del 2006.

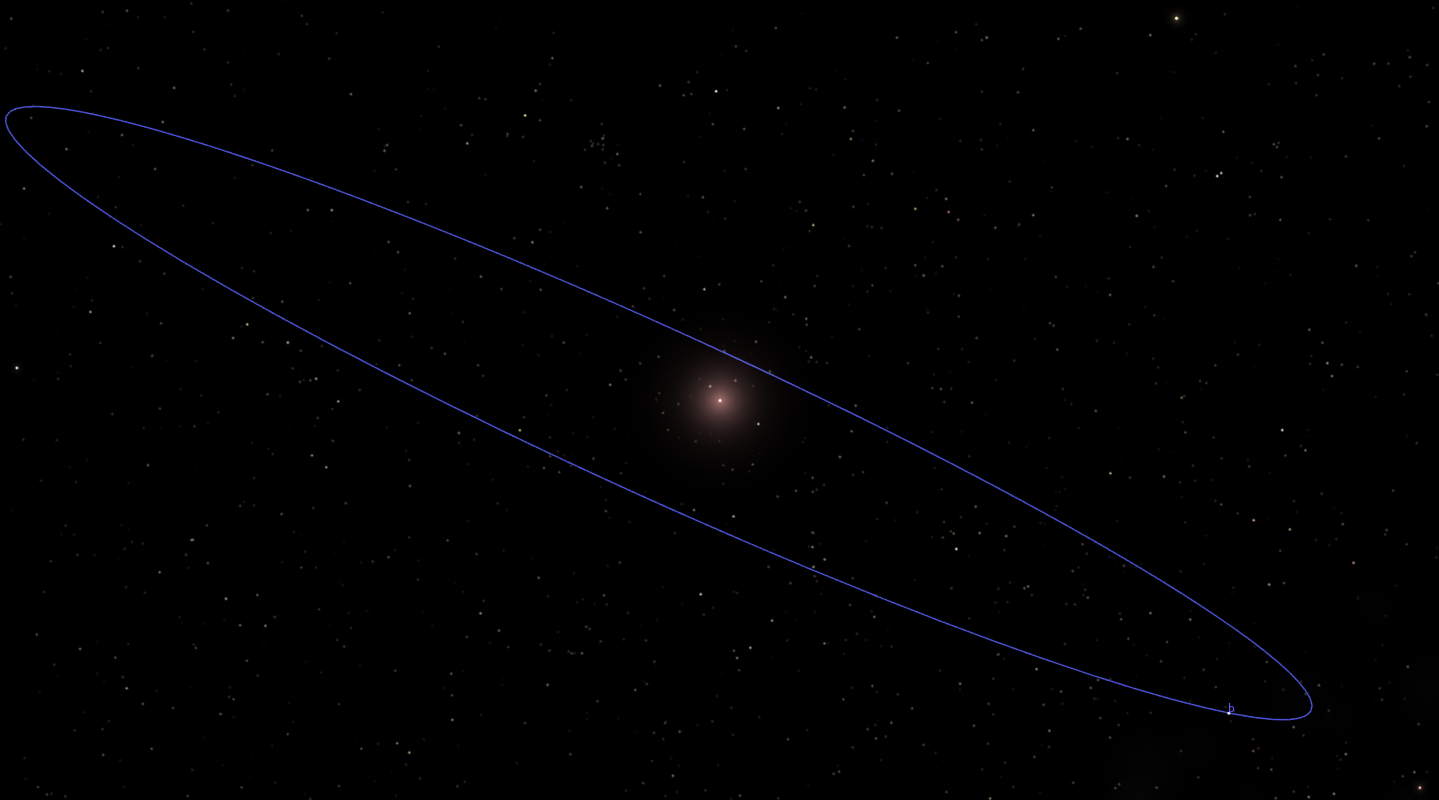
Interpretació artística d'aquest sistema planetari.

| Planeta | Massa (en masses Jovianes) | Període orbital (dies | Semieix major (ua) | Excentricitat |
| ------- | -------------------------- | --------------------- | ------------------ | ------------- |
| b       | >0,82                      | 1890 ± 130            | 2.35               | 0.06 ± 0.09   |